# セレカ
セレカ（サンゴ語：Seleka）は、中央アフリカ共和国に存在した政党および反政府民兵組織の連合体。2013年にフランソワ・ボジゼ政権を崩壊させた後、同年中に解散宣言が出された。セレカとはサンゴ語で連合、同盟を意味する。

## 構成
セレカの代表にはUFDRのジュスタン・コンボ・ムスタファ（Justin Kombo Moustapha）が就いていた。
- 平和と正義の愛国者同盟（PJCC、fr:Convention des patriotes pour la justice et la paix）。軍事指導者、ヌールッディーン・アダム将軍（Noureddine Adam）。
- 統一民主勢力連合（UFDR、fr:Union des forces démocratiques pour le rassemblement）。代表、ミシェル・ジョトディア（Michel Djotodia）。
- 中央人民民主戦線（FDPC、fr:Front démocratique du peuple centrafricain）。代表、マルタン・クーンタマディジー将軍（Martin Koumtamadji）。
- 国家保全愛国者同盟（CPSK、en:Patriotic Convention for Saving the Country）。代表、モハメド＝ムーサ・ダファネ将軍（Mohamed-Moussa Dhaffane）。
- 復興再建同盟（A2R）は2012年10月に創設され[2]、2013年3月18日に中央アフリカ共和国における復興再建運動 / その他の政治運動（M2R）に組織改編される。代表はサルヴァドール・エジゼカン（Salvador Edjezekanne）[3]。

## 歴史
セレカは2012年12月から政府軍に対して攻撃を開始。翌2013年1月に政府と和平を結び、一旦は小康状態となる。しかし、セレカは国政への参加が不十分である事や長引く外国軍の駐留に嫌気を差していた。セレカは政府に対して要求を飲むよう、3月20日を期限とする最後通牒を突き付け戦闘準備を整える。
2013年3月23日夜から首都バンギに向け進撃を開始する。翌24日には大統領府付近で銃撃戦に及び、フランソワ・ボジゼ大統領は脱出し、首都を制圧する。
3月25日夜、セレカはミシェル・ジョトディアを暫定大統領に指名した。ジョトディアは議会と各政府機関の解散、憲法の停止を宣言し、3年以内に選挙を実施するまでは「法令」に基づき自身が統治するとした。このクーデターでボジゼ大統領はカメルーンに脱出、その後他の受け入れ国へ向かうとされる。旧宗主国のフランスはバンギ・ムポコ国際空港を150人の将兵で確保したが、それ以上の軍事行動はみられなかった。また、現地に展開していた南アフリカ兵13人が死亡している。この事態に対し国際連合安全保障理事会は非難したものの、具体的な制裁措置は行われなかった。。アフリカ連合は中央アフリカ共和国の加盟資格を停止する。
ボジゼ政権を崩壊に追い込んだセレカであるが、各組織の民兵には約束された賃金が支払われず軍規の乱れや離反が生じ、国内の治安悪化に一層の拍車をかけた。2013年9月13日、ジョトディア暫定大統領はセレカの解散を宣言したものの、もともと寄り合い所帯で求心力のない武装勢力であり、混乱を収拾するにはいたらなかった。同年11月には、旧宗主国のフランスとアフリカ連合が軍事介入、残存勢力との間で小規模な戦闘が行われる一方、一部では武装解除も行われた。

## 少年兵の存在
組織が急拡大する中で、多くの年少者が自主的もしくは半ば強要されて少年兵になり活動していた。